# Ewangeliarz Dobriły

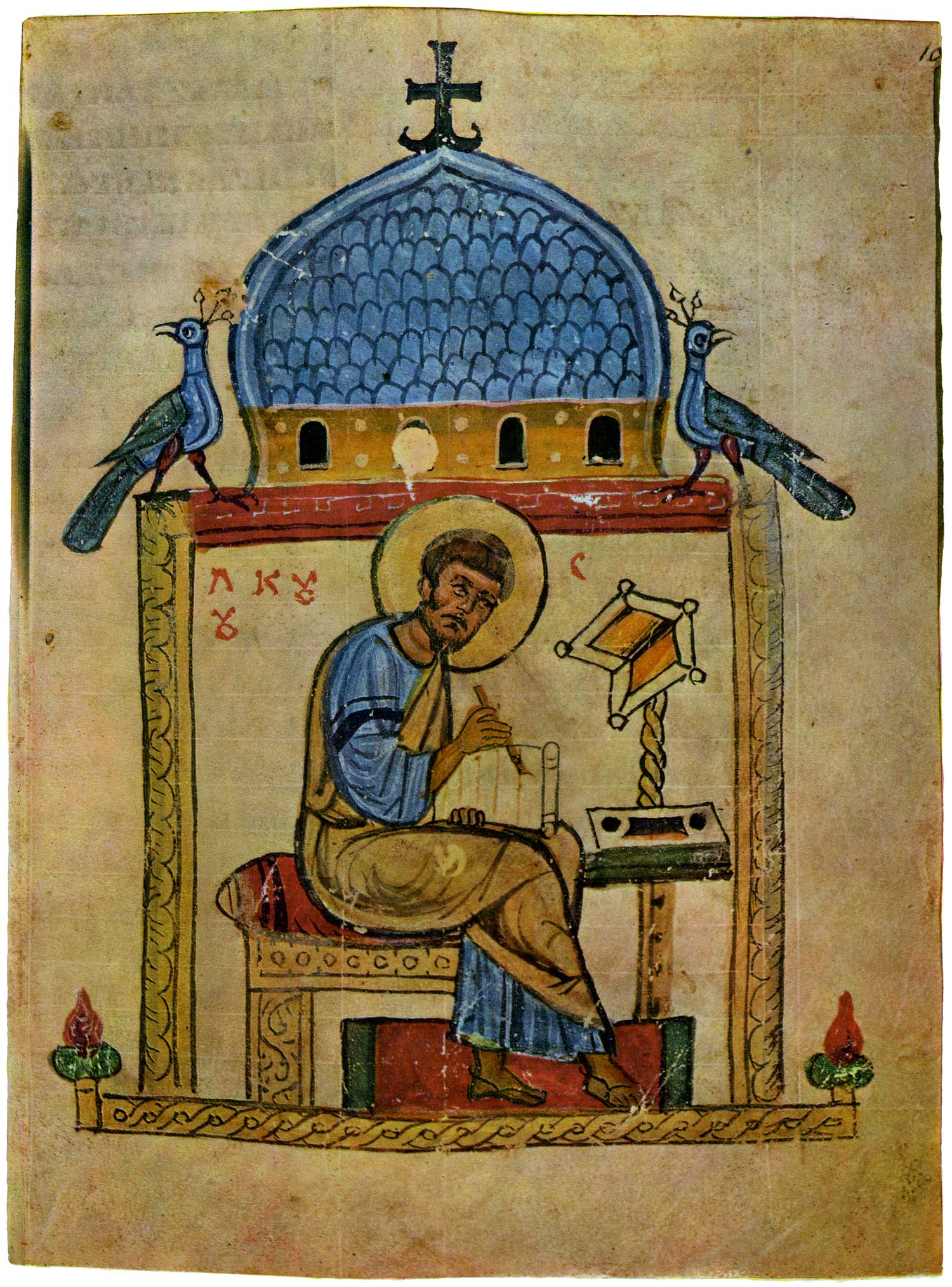
Miniatura z Ewangeliarza Dobriły z przedstawieniem ewangelisty Łukasza

Ewangeliarz Dobriły – XII-wieczny rękopiśmienny ewangeliarz staro-cerkiewno-słowiański. Przechowywany jest w Rosyjskiej Bibliotece Państwowej w Moskwie.
Spisany na 270 pergaminowych kartach manuskrypt ma wymiary 24,5×19,7 cm. Zdobią go cztery miniatury z przedstawieniami ewangelistów, których ukazano siedzących we wnętrzu zwieńczonych kopułami kościołów. Tekst pisany jest cyrylicą, w dwóch kolumnach.
Zgodnie z zamieszczoną w tekście informacją, manuskrypt został sporządzony w 1164 roku przez skrybę imieniem Dobriła na polecenie popa Symeona. Powstał na południu Rusi, o czym świadczą cechy językowe: wokalizacja jerów w pozycji mocnej w o i e, rozwój sonantów w połączenia er, or, oł oraz zmieszanie samogłosek ѣ z i.
Manuskrypt został odnaleziony w 1822 roku w Homlu przez Nikołaja Rumiancewa. Opis zabytku opublikował w 1882 roku w pracy Driewnije pamiatniki russkogo piśma i jazyka X-XIV ww. (Древние памятники русского письма и языка X-XIV вв.) Izmaił Sriezniewski. Analiza warstwy językowej ewangeliarza znajduje się w pracy Aleksieja Sobolewskiego Oczerki iz istorii russkogo jazyka (Очерки из истории русского языка) z 1884 roku.